# Meadow Acres
Meadow Acres és una concentració de població designada pel cens dels Estats Units a l'estat de Wyoming. Segons el cens del 2000 tenia 181 habitants.

## Demografia
Segons el cens del 2000, Meadow Acres tenia 181 habitants, 69 habitatges, i 58 famílies. La densitat de població era de 49,2 habitants/km².
Dels 69 habitatges en un 30,4% hi vivien nens de menys de 18 anys, en un 73,9% hi vivien parelles casades, en un 7,2% dones solteres, i en un 15,9% no eren unitats familiars. En el 13% dels habitatges hi vivien persones soles el 5,8% de les quals corresponia a persones de 65 anys o més que vivien soles. El nombre mitjà de persones vivint en cada habitatge era de 2,62 i el nombre mitjà de persones que vivien en cada família era de 2,83.
Per edats la població es repartia de la següent manera: un 22,1% tenia menys de 18 anys, un 6,6% entre 18 i 24, un 27,6% entre 25 i 44, un 34,3% de 45 a 60 i un 9,4% 65 anys o més.
L'edat mediana era de 43 anys. Per cada 100 dones de 18 o més anys hi havia 88 homes.
La renda mediana per habitatge era de 56.736 $ i la renda mediana per família de 56.736 $. Els homes tenien una renda mediana de 43.750 $ mentre que les dones 26.406 $. La renda per capita de la població era de 23.023 $. Cap de les famílies estaven per davall del llindar de pobresa.

## Poblacions més properes
El següent diagrama mostra les poblacions més properes.